# Friedrich Goll (Fußballspieler)
Friedrich Goll (* 26. Mai 1955) ist ein ehemaliger deutscher Fußballspieler.

## Karriere
Friedrich Goll kam vom 1. FC Eislingen zu den Stuttgarter Kickers. Dort kam er am 31. Juli 1977 beim DFB-Pokal-Spiel gegen Hassia Bingen erstmals zum Einsatz. Sein Profidebüt gab Goll am 1. Spieltag der Saison 1977/78, in der er auf insgesamt 20 Einsätze für die Kickers kam. In der Folgesaison folgten drei weitere Spiele im Trikot der ersten Mannschaft, ehe Goll ab 1979 für zwei Spielzeiten in der Amateurmannschaft der Kickers aktiv war. Anschließend kehrte der Mittelfeldspieler wieder zum 1. FC Eislingen zurück.